# Raionul Bauska
Bauska este un raion în Letonia.